# Jan Grzybowski
Jan Grzybowski herbu Prus II – starosta warszawski w 1633 roku, starosta kamieńczykowski, dworzanin królewski,  rotmistrz husarski w 1648 roku. 
W roku 1640 był szafarzem podatków. W 1641 roku był marszałkiem sejmiku. Wyznaczony komisarzem do rady wojennej w 1648 roku. W latach 1651–1652 studiował w Bolonii.
Deputat na Trybunał Główny Koronny w latach 1638/1639, 1644/1645 z województwa mazowieckiego. Poseł na sejm 1638, 1641, 1642, 1643 roku. Był elektorem Władysława IV Wazy i Jana II Kazimierza Wazy z ziemi warszawskiej.
W 1650 roku otrzymał od króla Jana Kazimierza  przywilej na założenie miasteczka (jurydyki) Grzybów na gruntach starostwa warszawskiego.